# Statsraad Lehmkuhl
Le Staatsraad Lehmkuhl, ex-Grossherzog Friedrich August est un trois-mâts barque norvégien construit en 1914 encore en activité, initialement navire-école de la marine marchande allemande.

## Description
Le Staatsraad Lehmkuhl, sister-ship du Duchesse Anne ex-Grossherzogin Elisabeth est le seul d'une série de quatre bâtiments à avoir été gréé en trois-mâts barque et doté d'un moteur auxiliaire dès l'origine.
Il fut construit par le chantier Joh. C. Tecklenborg à Bremerhaven-Geestemünde (Brême) et lancé le 14 janvier 1914 pour le compte de l'association des voiliers écoles allemands (Deutscher Schulschiff Verein) présidée par le Grand Duc d'Oldenbourg qui l'utilisa comme navire-école sous le nom de Grossherzog Friedrich August (« Grand Duc Frédéric Auguste ») pour former les futurs marins et officiers de la marine marchande allemande.
Après la Première Guerre mondiale, il fut saisi par les Anglais comme prise de guerre. À l’initiative du directeur de la Bergen Line et de l’ancien ministre Kristofer Lehmkuhl, l’Association des navires-écoles de Bergen (Bergens Skoleskip Stiftelsen) se porta acquéreur du navire en 1923. En hommage à Kristofer Lehmkuhl pour son œuvre pour les navires-écoles et pour son travail au sein du gouvernement en 1905, le navire fut rebaptisé Statsraad Lehmkuhl (« 1er ministre Lehmkuhl »). Après plusieurs changements de propriétaires et diverses péripéties — le pays d'origine avait repris possession du bâtiment dans la période 1940/1945, le rebaptisant Westwarts — le navire est basé à Bergen exploité jusqu'en 1966 par la Bergens Skoleskip Stiftelsen puis par la fondation Stiftelsen Seilskipet Statsraad Lehmkuhl.
C'est un voilier de 84,50 m (98 m hors tout), 12,60 m de large, un tirant d'eau de 5,20 m avec une voilure de 2 000 m2. Il est équipé d'un moteur de 450 chevaux. Il peut embarquer 190 apprentis marins et cadets.
Sous pavillon norvégien, le navire-école, qui a bénéficié d'une restauration, a participé à plusieurs courses de grands voiliers et a remporté plusieurs prix. Sa participation à l'Armada du siècle à Rouen en 1999 a été immortalisée sur un timbre-poste français qui le représente de profil, toutes voiles dehors. Il accueille aussi des passagers payants qui participent à la manœuvre.
Il est annoncé à l'Armada Rouen 2023.

## Galerie

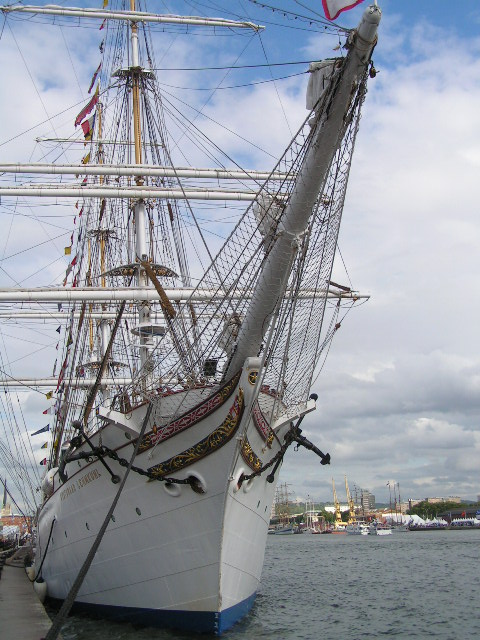
La proue du Staatsraad Lehmkuhl et sa double frise
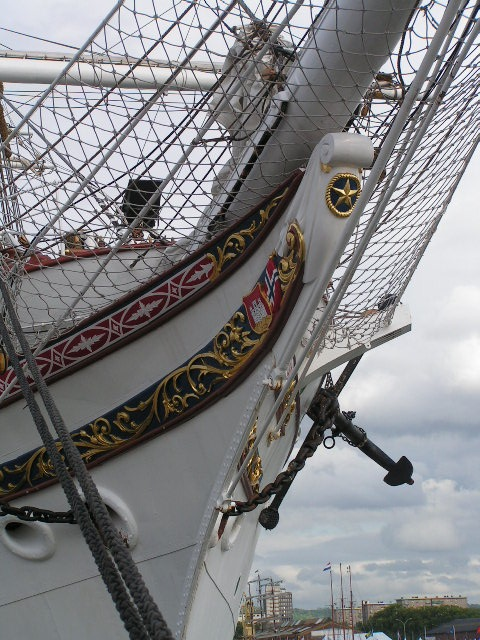
Détail de la frise de proue du Staatsraad Lehmkuhl
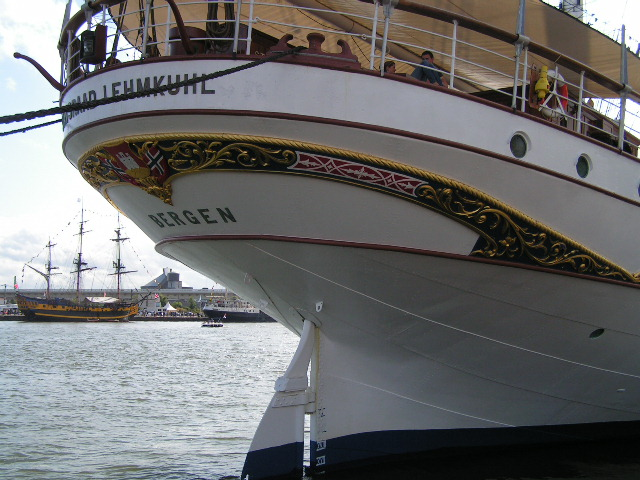
La poupe du Staatsraad Lehmkuhl et sa frise arrière